# Phoxinus lumaireul
Phoxinus lumaireul is een straalvinnige vissensoort uit de familie van de eigenlijke karpers (Cyprinidae). De wetenschappelijke naam van de soort is voor het eerst geldig gepubliceerd in 1840 door Heinrich Rudolf Schinz.